# Замок Сент-Эндрюс
Замок Сент-Эндрюс (также встречается Сент-Андрус; англ. St. Andrews Castle) — архиепископский замок примаса Шотландии, расположен в городе Сент-Андрус (Сент-Эндрюс) графства Файф на берегу Северного моря.
Открыт для посетителей. Охраняется государством.

## История
Неспокойная и бурная политическая жизнь в средние века заставляла епископов города Сент-Андрус (Сент-Эндрюс) строить и содержать укрепленное место жительства. После 1100 года на берегу Северного моря появилось первое укрепленное построение. Первый епископский замок был построен в 1200 году и с того момента вынес немало осад и вооруженных столкновений. Замок переходил от одного владельца к другому несколько раз.
В начале 1300 году замок перешел англичанам. В 1314 году шотландцы отвоевали замок. В 1330 году англичане вновь захватывают замок. В 1337 году шотландцы снова возвращают замок и после этого разрушают его, дабы англичане сочли его непригодным.
Первая реконструкция замка была предпринята в конце XIV века епископом Уолтером Трейлом. С начала 1400 году морская башня замка, имевшая форму бутылки, использовалась как государственная тюрьма.
В смутные время XVI века замок и город Сент-Эндрюс были обнесены усиленной каменной стеной, а внешние стороны всех улиц и переулков были закрыты воротами.
28 мая 1546 года группа радикально-протестантских дворян из графства Файф, во главе с Норманом Лесли и Уильямом Киркалди взяла замок при помощи хитрой уловки и убила Кардинала (это был Дэвид Битон, Архиепископ Сент-Эндрюса). Протестанты держали замок чуть менее года. В этом им активно способствовал Генрих VIII Тюдор. Спустя время замок был осажден и взят штурмом. Руководил осадой Джеймс Гамильтон, 2-й граф Арран. Во время осады замок был сильно поврежден огнём от орудий, установленных на башне церкви Сент-Сельвейтор и соборе. Во время осады, в скалах, на которых стоит замок, были пробиты шахты для разведки и возможного отступления, а также ложные тонне́ли, используемые для запутывания противника.
После взятия, замок был восстановлен и перестроен, а в конце 1559 года замок вновь вернулся в руки протестантских реформаторов. Но уже в 1560 году, после реформации церкви в Шотландии, замок стал приходить в негодность и постепенно разрушался. В 1606 году замок окончательно превратился в руины. В 1656 году городской совет принял решение использовать камни из развалин замка для ремонта пирса.
В настоящее время от замка осталась только часть южной стены, прилегающие башни, темница в форме бутылки, подземные шахты и тонне́ли.